# (09)
(09) es una película chilena de terror/thriller, dirigida por Javier Aguirrézabal y estrenada el 13 de marzo de 2014. Fue producida y escrita por Javier Aguirrézabal y Martín Cárcamo y protagonizada por Juanita Ringeling, Isidora Cabezón, Catalina González, Ramón Llao y Catalina Saavedra. Destaca por ser la primera película de cine grabada solo con celulares.

## Sinopss
(09) está basada en la historia de tres amigas que se juntan a realizar un trabajo de investigación para la universidad, coincidiendo con el cumpleaños de una de ellas. En pleno proceso de desarrollo del trabajo, se enfrentan a una contingencia policial que las obliga a mantenerse encerradas en la casa, y del cual deciden sea el tema central del reportaje investigativo, entonces comienzan grabar el suceso con las cámaras de sus respectivos celulares. A medida que pasan los minutos, se va generando una creciente sensación de temor y duda respecto a los eventos que van aconteciendo uno tras otro, incluyendo la interacción con personas que requieren ayuda, policías, y extraños que aparecen alrededor de la casa con intenciones no aclaradas. Todas las situaciones acaecidas dicho día quedan grabadas en los teléfonos celulares de las protagonistas, las cuales se recrean en esta película mediante el enfoque personal de cada una de ellas.

## Reparto
- Juanita Ringeling como Carolina.
- Isidora Cabezón como Andrea.
- Catalina González como Florencia.
- Ramón Llao como Alberto.
- Catalina Saavedra

## Críticas
La película (09) ha recibido críticas tanto positivas como negativas. Ernesto Garrat, periodista de El Mercurio dice que "llama la atención el hecho de que se grabe con celular" y que "es un experimento que funciona, avanza y se torna interesante, es un llamado a lo nuevo". Por el lado negativo, Daniel Villalobos de La Tercera titula "Al debe" su nota y nos cuenta que "la cinta tiene un guion errático, que no asusta mucho y que sin embargo no aburre". y por último, Gabriel Bahamondes de Las Últimas Noticias la cataloga como mala película y nos dice que "Tiene un guion pobre que se cae desde el principio, que el modo de grabación no destacó y que el final es lamentable"